# Tom Sandberg (Nordischer Kombinierer)
Tom Sandberg (* 6. August 1955 in Mo i Rana) ist ein ehemaliger norwegischer Kombinierer und Olympiasieger.

## Werdegang
Sandberg gewann bei den Norwegischen Meisterschaften 1974 in Meldal hinter Pål Schjetne und Arne Bystøl die Bronzemedaille im Einzel der Nordischen Kombination. Im gleichen Jahr gewann er erstmals den Kombinations-Wettbewerb am Holmenkollen.
Bei den Nordischen Junioren-Skiweltmeisterschaften 1974 in Autrans gewann er hinter Konrad Winkler die Silbermedaille im Einzelwettbewerb. Ein Jahr später bei den Nordischen Junioren-Skiweltmeisterschaften 1975 in Lieto gewann er schließlich die Goldmedaille. Im gleichen Jahr gewann er bei den Norwegischen Meisterschaften in Rælingen gewann er zudem seinen ersten nationalen Titel. Es folgten bis 1980 fünf weitere Norwegische Meistertitel in Folge.
Bei den Olympischen Winterspielen 1976 in Innsbruck landete er auf dem achten Rang im Einzel der Kombination. Vier Jahre später bei den Olympischen Winterspielen 1980 in Lake Placid verbesserte er sich deutlich und verpasste als Vierter dabei nur knapp eine Medaille.
Bei der Weltmeisterschaft 1982 in Oslo gewann er in einem spannenden Schlussspurt mit nur 0,2 Sekunden Vorsprung vor Konrad Winkler. Am 7. Januar 1984 gab er in Schonach im Schwarzwald sein Debüt im Weltcup der Nordischen Kombination. Als 15. gelang ihm dabei bereits bei seinem ersten Weltcup der Gewinn von einem Weltcup-Punkt. Bei den wenige Wochen später ausgetragenen Olympischen Winterspielen 1984 in Sarajevo gewann er Gold in der Einzeldisziplin.
Bei seinem ersten Weltcup nach den Spielen erreichte er in Falun als Zweiter sein erstes Podium. Die Wiederholung dieses Erfolges verpasste er als Vierter in Lahti nur knapp. In Oslo stand er hingegen wieder auf dem Podium, bevor er bei den Nordischen Skiweltmeisterschaften 1984 in Rovaniemi gemeinsam mit Geir Andersen und Hallstein Bøgseth Team-Gold gewann.
Nachdem er seinen letzten Weltcup in Štrbské Pleso am 24. März 1984 gewinnen konnte, beendete er die Saison 1983/84 als erster der Weltcup-Gesamtwertung. Trotz dieses Erfolges trat er in der folgenden Saison nicht mehr im Weltcup an.

## Erfolge

### Weltcupsiege im Einzel
| Nr. | Datum            | Ort           | Disziplin          |
| --- | ---------------- | ------------- | ------------------ |
| 01. | 12. Februar 1984 | Sarajevo      | Einzel (K90/15 km) |
| 02. | 24. März 1984    | Štrbské Pleso | Einzel (K88/15 km) |

### Weltcupsiege im Team
| Nr. | Datum         | Ort       | Disziplin              |
| --- | ------------- | --------- | ---------------------- |
| 01. | 18. März 1984 | Rovaniemi | Staffel (K90/3 × 5 km) |

## Statistik

### Platzierungen bei Olympischen Winterspielen
| 1976 Innsbruck   | 08. |
| 1980 Lake Placid | 04. |
| 1984 Sarajevo    | 01. |

### Platzierungen bei Weltmeisterschaften
| Jahr und Ort     | Wettbewerb | Wettbewerb | Wettbewerb |
| Jahr und Ort     | Einzel     | Team       |            |
| ---------------- | ---------- | ---------- | ---------- |
| 1974 Falun       | 16.        | –          |            |
| 1978 Lahti       | 07.        | –          |            |
| 1982 Oslo        | 01.        | 02.        |            |
| 1984 Rovaniemi 1 | 01.        | 01.        |            |

### Weltcup-Statistik
Die Tabelle zeigt die erreichten Platzierungen im Einzelnen.
- Platz 1.–3.: Anzahl der Podiumsplatzierungen
- Top 10: Anzahl der Platzierungen unter den ersten zehn
- Punkteränge: Anzahl der Platzierungen innerhalb der Punkteränge
- Starts: Anzahl gelaufener Rennen in der jeweiligen Disziplin

| Platzierung         | Einzel a | Sprint | Massenstart | Team   | Team    | Gesamt |
| Platzierung         | Einzel a | Sprint | Massenstart | Sprint | Staffel | Gesamt |
| ------------------- | -------- | ------ | ----------- | ------ | ------- | ------ |
| 1. Platz            | 2        |        |             |        |         | 2      |
| 2. Platz            | 2        |        |             |        |         | 2      |
| 3. Platz            |          |        |             |        |         |        |
| Top 10              | 4        |        |             |        |         | 4      |
| Punkteränge         | 5        |        |             |        |         | 5      |
| Starts              | 5        |        |             |        |         | 5      |
| Stand: Karriereende |          |        |             |        |         |        |

## Auszeichnungen und Ehrungen
1983 wurde er mit der Holmenkollen-Medaille geehrt, 1984 mit der Morgenbladet-Goldmedaille. Im Jahr 2022 wurde an der Skisprungschanze Fageråsbakken in seiner Heimatstadt Mo i Rana eine ihn darstellende Statue installiert.

## Privates
Sandberg ist der Sohn von Jens Ole Sandberg und Ester Marie Krokstrand. 1981 heiratete er Ragnhild Monsen. Nach dem Ende seiner aktiven Laufbahn betätigte sich Sandberg als Sportlehrer.